# رو هاك-سو
رو هاك-سو (مواليد 19 يناير 1990 في بيونغيانغ، كوريا الشمالية) هو لاعب كرة قدم كوري شمالي يلعب مع ريميونغسو في الدوري الكوري الشمالي لكرة القدم كمدافع. مثّل منتخب كوريا الشمالية لكرة القدم في كأس آسيا 2015.

## أهدافه مع المنتخب الوطني
| #  | التاريخ       | المكان                    | الخصم     | النتيجة | الحصيلة | المنافسة                         |
| -- | ------------- | ------------------------- | --------- | ------- | ------- | -------------------------------- |
| 1. | 4 أغسطس 2008  | حيدر آباد، الهند          | ميانمار   | 1–0     | فاز     | كأس التحدي الآسيوي 2008          |
| 2. | 13 أغسطس 2008 | نيودلهي، الهند            | ميانمار   | 4–0     | فاز     | كأس التحدي الآسيوي 2008          |
| 3. | 16 يونيو 2015 | بيونغيانغ، كوريا الشمالية | أوزبكستان | 4–2     | فاز     | تصفات كأس العالم لكرة القدم 2018 |

## روابط خارجية
- رو هاك-سو على موقع قاعدة بيانات كرة القدم.إي يو (الإنجليزية)
- رو هاك-سو على موقع ناشيونال فوتبول تيمز (الإنجليزية)
- رو هاك-سو على موقع Soccerway.com (الإنجليزية)